# Аль-Джахиз
Абу́ Усма́н Амр ибн Бахр аль-Кинани́ аль-Басри́ (араб. أبو عثمان عمرو بن بحر الكناني البصري‎), более известный как  аль-Джа́хиз (араб. الجاحظ‎; 775—868) — арабский писатель, богослов, основоположник арабской литературной критики. Наиболее значительны его сатирические произведения: «Книга о скупых» (сборник анекдотов) и «Послание о квадратности и округлости» (обличения, речения и новеллы, высмеивающие различные облики тупоумия и догматичности учёного, не желающего знать ничего нового).
В честь Аль-Джахиза назван кратер на планете Меркурий.
Первые представления о трофических взаимодействиях между организмами были описаны в трудах арабского философа Аль-Джахиза в 1300-х годах. Первая диаграмма трофических связей между организмами была опубликована итальянским биологом Лоренцо Камерано в 1880 году.